# Rob Natal
Robert Marcel Natal (né le 13 novembre 1965 à Long Beach, Californie, États-Unis) est un receveur de baseball ayant joué dans les Ligues majeures de 1992 à 1997. Il a fait partie en 1993 de l'édition originale des Marlins de la Floride.

## Carrière
Joueur de baseball à l'Université de Californie à San Diego, Rob Natal est un choix de treizième ronde des Expos de Montréal en 1987. Il fait ses débuts dans le baseball majeur avec les Expos le 18 juillet 1992 mais ne joue que cinq parties dans l'uniforme montréalais. Les Expos le laissent sans protection alors que se tient le 17 novembre suivant le repêchage d'expansion visant à former les deux nouvelles franchises devant se joindre à la Ligue nationale en 1993. Natal est le 55e joueur choisi au total lors de cette séance spéciale et il passe aux Marlins de la Floride. 
Le receveur Natal rejoint les Marlins au cours de leur saison inaugurale. Son premier coup sûr dans les majeures est un circuit aux dépens du lanceur étoile John Smoltz des Braves d'Atlanta le 4 juillet 1993. Natal joue 115 matchs en cinq saisons pour les Marlins, où il frappe pour ,201 de moyenne au bâton. Il est couronné champion de la Série mondiale 1997 avec l'équipe même s'il ne participe pas aux séries éliminatoires. Son dernier match en carrière a lieu le 26 septembre 1997.
Rob Natal a disputé 120 parties dans le baseball majeur. Il compte 57 coups sûrs, quatre circuits, 19 points produits, 13 points comptés et sa moyenne au bâton s'élève à ,197.